# Quebrada de las Conchas

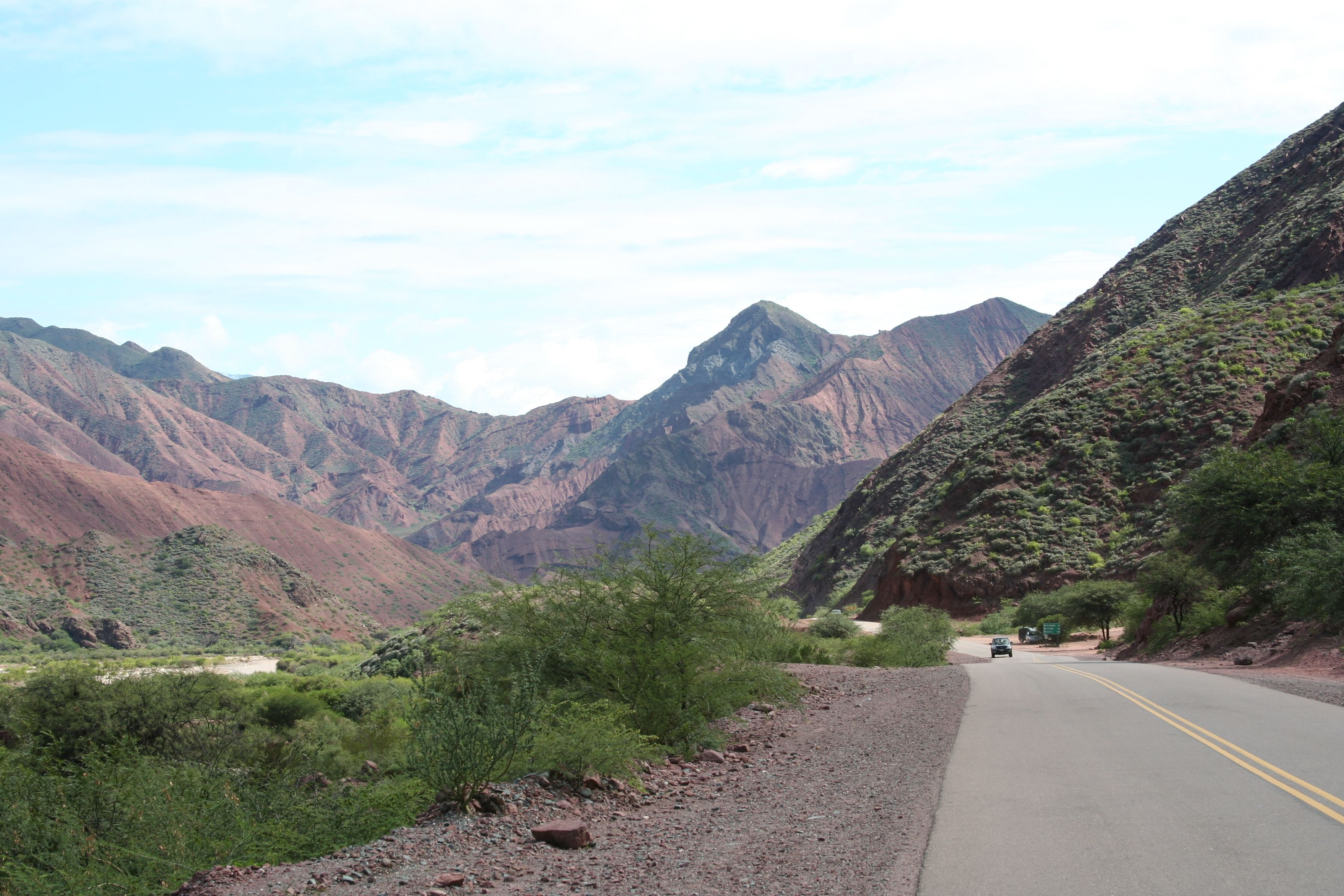
Quebrada de las Conchas von der RN 68 in Richtung Norden aus gesehen. Links, nicht sonderlich gut zu erkennen, der Río de las Conchas.

Die Quebrada de las Conchas (deutsch Schlucht der Muscheln, auch Quebrada de Cafayate genannt) ist ein etwa 75 km langer, relativ enger Abschnitt des Tals des Río Guachipas im Nordwesten Argentiniens, welcher hier Río de las Conchas genannt wird. Er liegt größtenteils im Gebiet des Departamento La Viña in der Provinz Salta. Der südliche Teil gehört zum Departamento Cafayate. Die Schlucht stellt die Hauptverbindung zwischen den weitläufigeren Talungen des Valle de Lerma und der Valles Calchaquíes dar. 

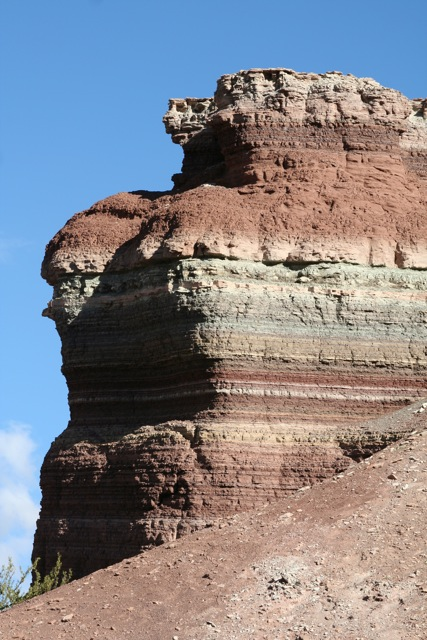
Schichtung des Sandsteins
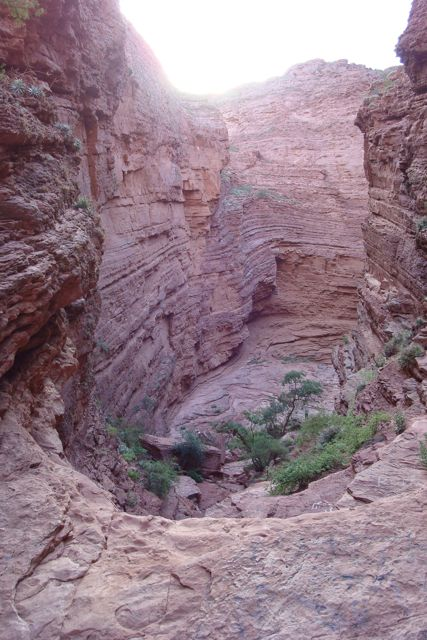
Garganta del Diablo
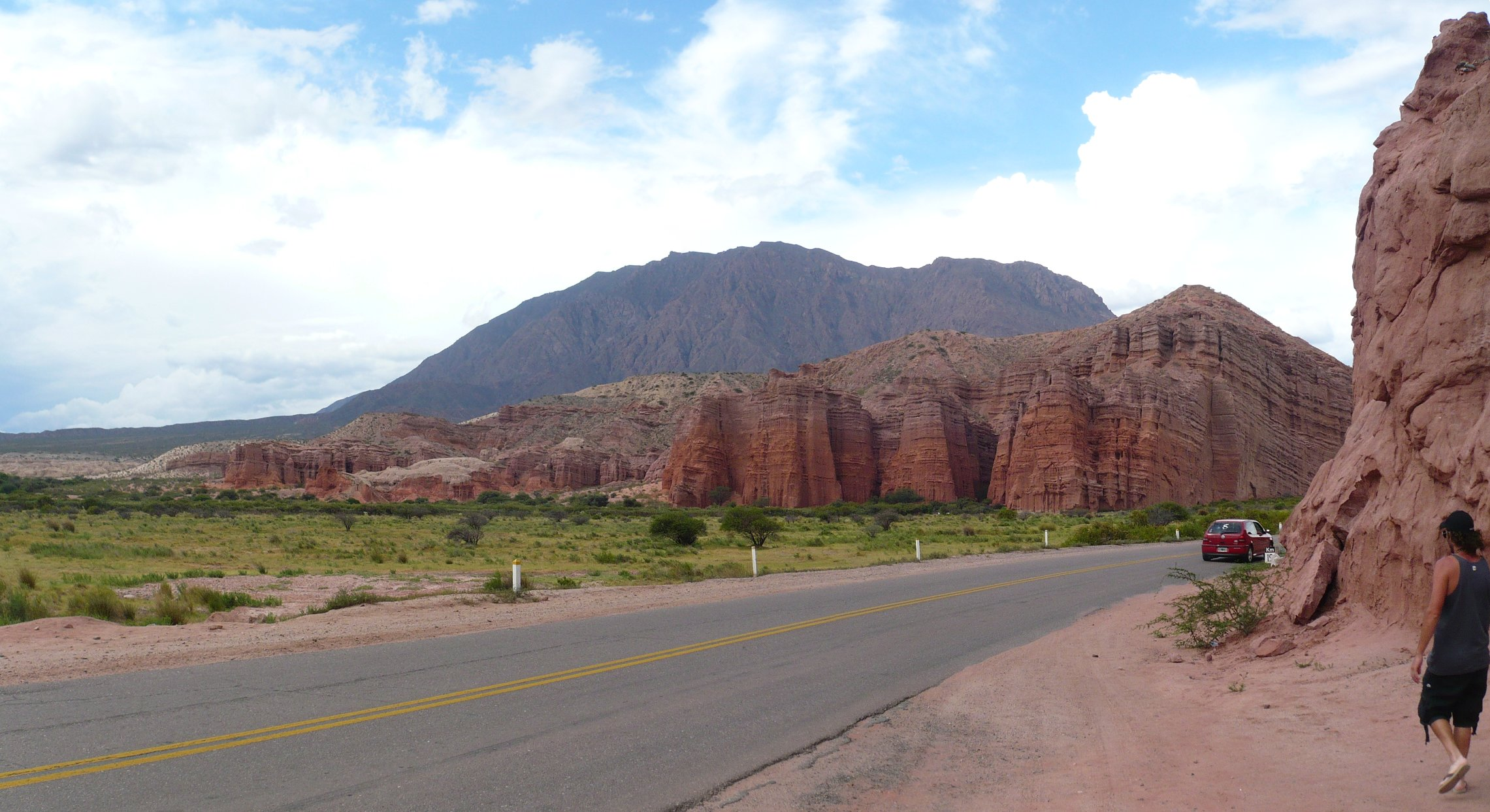
Südlicher Ausgang der Schlucht mit Los Castillos links der Straße

Die Ruta Nacional 68 durchquert die Quebrada de las Conchas auf voller Länge. Von Norden aus dem Valle de Lerma kommend, tritt sie südlich von Alemanía in die teilweise wüstenhaft wirkende, von Hängen aus roten Konglomeraten sowie Sand-, Silt- und Tonsteinen gekennzeichnete Schlucht ein. Bei den Gesteinen handelt sich um kontinentale Ablagerungen der „mittleren“ Kreidezeit (Cenomanium), die unter der Bezeichnung La-Yesera-Formation zusammengefasst werden. In der Schlucht befinden sich entlang der Nationalstraße eigentümliche Felsformationen, die durch die Erosion der kreidezeitlichen Ablagerungen geschaffen wurden, beispielsweise El Sapo (Die Kröte), El Fraile (Der Mönch) und El Obelisco (Der Obelisk), sowie die Garganta del Diablo (Teufelsrachen). Das Anfiteatro (Amphitheater) am Ende der Garganta del Diablo ist bekannt für sein Echo. Einige Kilometer nördlich von Cafayate öffnet sich die Schlucht nahe der Felsformation Los Castillos (Die Burgen) in das Tal des Río Calchaqui. Nahe Cafayate, bereits außerhalb der Schlucht, befindet sich das Los Medanos, ein kleines aktives Dünenfeld. Die Ruta Nacional 68 führt dort durch Weingüter und endet schließlich an der Ruta Nacional 40.